# SimIsle
SimIsle: Missions in the Rainforest — компьютерная игра-симулятор, созданная студией Intelligent Games, и выпущенная компанией Maxis в 1995 году для DOS, Windows 3.x и Macintosh. Игрок должен построить городок на диком острове, но также беречь и тропический лес. Прообразом для виртуальных островов стал Индонезийский архипелаг.

## Геймплей
Перед началом игры игрок должен выбрать один из нескольких десятков островов. Каждый остров уникален по форме, может быть преимущественно равнинным или иметь горную местность. Также на каждом острове есть определённые природные ресурсы, в некоторых обитают коренные народы. Игрок должен построить на острове свой городок и развить инфраструктуру. Игровой движок схож с SimCity 2000, но в то же время графика в игре более качественная. Игрок должен выбрать один из многих сценариев, который задаётся игрой и следовать ему. Один из наиболее интересных сценариев заключается в том, что некий наркоторговец начинает продавать наркотики аборигенам; игрок может послать агента, который избавится от наркодилера, но есть риск, что агента убьют, или же можно позволить наркодилеру продолжать своё дело в обмен на взятку, но имидж острова значительно испортится.
На островах есть возможность заниматься добычей ресурсов, а именно: древесины, угля, золота, железа и нефти. Также в качестве дешёвого трудового ресурса можно использовать аборигенов, которые занимаются сельским хозяйством или добычей пищи, таким образом можно дополнительно осуществлять поставки продовольствия. Для этого прежде необходимо обучать аборигенов, повышать им квалификацию и жизненный уровень. чтобы те могли поставлять больше пищи. Если же игрок будет плохо обращаться с аборигенами и уничтожать их окружающую среду, то среди них начнёт распространяться наркомания.
Один из наиболее прибыльных доходов является туризм, однако для этого требуется развитая инфраструктура на острове. В игре есть также катастрофы, например нападение акул на туристов, разлив нефти или ядерный кризис.

## Критика
Уго Фостер, критик журнала GameSpot, дал игре оценку 7,7 из 10 и отметил, что на фоне того, что Maxis после выпуска таких симуляторов, как SimFarm, SimTower и SimAnt должна была уже исчерпать идеи, новая игра получилась очень оригинальной и увлекательной. Хотя игра во многом похожа на SimCity, она скорее приближается к ролевой игре: так, если в SimCity игрок получает полную свободу, а потом уже сталкивается с последствиями, то здесь нужно следовать заданным игрой целям. Графика также в целом очень впечатляющая и качественная. Критик сайта gamefaqs дал оценку 9 из 10 и назвал игру сложной, но увлекательной. Сюжет развития островка приближен к максимальному реализму, поэтому тут могут развиться сотни разных сценариев, можно создать тропический рай, а можно устроить вымирание на острове. Критик похвалил игру за графику и музыкальное сопровождение, отметив, что в игру можно играть снова и снова, развивая новые сценарии.